# Едкауч (Техас)
Едкауч (англ. Edcouch) — місто (англ. city) в США, в окрузі Ідальго штату Техас. Населення — 2732 особи (2020).

## Географія
Едкауч розташований за координатами 26°17′37″ пн. ш. 97°57′47″ зх. д. / 26.29361° пн. ш. 97.96306° зх. д. (26.293723, -97.963089).  За даними Бюро перепису населення США в 2010 році місто мало площу 2,68 км², уся площа — суходіл.

## Демографія
Згідно з переписом 2010 року, у місті мешкала 3161 особа в 900 домогосподарствах у складі 731 родини. Густота населення становила 1180 осіб/км².  Було 1024 помешкання (382/км²).
Расовий склад населення:
| - 86,7 % — білих - 0,3 % — корінних американців - 0,3 % — чорних або афроамериканців - 11,5 % — осіб інших рас |

До двох чи більше рас належало 1,1 %. Частка іспаномовних становила 97,8 % від усіх жителів.
За віковим діапазоном населення розподілялося таким чином: 34,1 % — особи молодші 18 років, 54,5 % — особи у віці 18—64 років, 11,4 % — особи у віці 65 років та старші. Медіана віку мешканця становила 27,9 року. На 100 осіб жіночої статі у місті припадало 90,1 чоловіків;  на 100 жінок у віці від 18 років та старших — 84,4 чоловіків також старших 18 років.
Середній дохід на одне домашнє господарство  становив 40 450 доларів США (медіана — 26 033), а середній дохід на одну сім'ю — 38 875 доларів (медіана — 31 033). Медіана доходів становила 26 618 доларів для чоловіків та 27 798 доларів для жінок. За межею бідності перебувало 39,0 % осіб, у тому числі 64,9 % дітей у віці до 18 років та 38,1 % осіб у віці 65 років та старших.
Цивільне працевлаштоване населення становило 1059 осіб. Основні галузі зайнятості: освіта, охорона здоров'я та соціальна допомога — 37,6 %, сільське господарство, лісництво, риболовля — 10,5 %, будівництво — 9,7 %, публічна адміністрація — 9,2 %.